# Зарандж
Зара́ндж  (пушту زرنج‎, дари زرنج Zaranj) — город в Афганистане, находящийся у границы с Ираном, столица провинции Нимроз. Население 160 902 человека.
В городе имеется аэропорт.
У города находится основной пункт пропуска через государственную границу. Ему соответствует иранский КПП «Милак».